# Richard Avedon
Pour les articles homonymes, voir Avedon.
Richard Avedon (né le 15 mai 1923 à New York et mort le 1er octobre 2004 à San Antonio au Texas) est un photographe de mode puis un portraitiste américain ayant travaillé ou collaboré avec les magazines Harper's Bazaar, Life et Vogue pendant 25 ans.
Il a réalisé une œuvre qui allait de la mode au reportage photo,  des portraits de Marilyn Monroe, Brigitte Bardot ou Sophia Loren.
Il reste connu pour ses portraits en noir et blanc. Avedon a fait du portrait photographique un art véritable après avoir initialement rencontré le succès avec la photographie de mode.

## Biographie
Avedon est né à New York dans une famille juive d’origine russe. Son père, Jacob Israel Avedon, est un commerçant dans l'habillement. Il lui offre son premier appareil photographique à l'âge de 10 ans avec lequel il réalise le portrait de Sergueï Rachmaninov, le voisin de ses grands-parents. Sa mère assure son éveil artistique.
Après avoir brièvement fréquenté l’université Columbia, il rejoint les forces armées américaines en 1942 durant la Seconde guerre mondiale. Il sert comme assistant photographe de seconde classe dans la marine américaine (corps de la United States Merchant Marine) et commence sa carrière de photographe en prenant des photographies d’identité des équipages avec le Rolleiflex que son père lui avait offert.
En 1944, il est employé comme photographe publicitaire pour un grand magasin new yorkais mais est découvert par Alexey Brodovitch, directeur artistique du magazine de mode Harper's Bazaar et directeur d'une école de design, la New School for Social Research.
En 1946, Avedon créé son propre studio et fournit des photographies pour des magazines comme Vogue et Life. 

### Harper's Bazar(1945-1965)
Il devient le directeur de la photographie de Harper's Bazaar, sous la responsabilité de Carmel Snow, et réalise en 1955 les photos Dovima with elephants qui deviendra bien plus tard la photographie de mode la plus chère de l'Histoire. Avedon s’éloigne des techniques de prise de vue de la photographie de mode, où les modèles semblent ne rien ressentir : il montre, au contraire, des modèles emplis d’émotions, en train de rire ou de sourire, et souvent, en action. 
En 1956, Stanley Donen tourne Funny Face et l'associe à la conception du générique ainsi que des inserts photographiques scénographiés : le film s'inspire de sa relation avec le mannequin Suzy Parker.

### Vogue(1966-1990)
En 1966, Avedon, débauché par Alexander Liberman peu après Diana Vreeland, quitte son travail chez Harper's Bazaar et rejoint Vogue ; il collaborera avec ce magazine durant 25 ans. 
Avedon continue alors son travail de photographe de mode, mais se lance dans des travaux plus personnels : il photographie des malades internés dans des hôpitaux psychiatriques, la lutte pour les droits civiques aux États-Unis ou encore des manifestants contre la guerre du Viêt Nam.

### Le portraitiste
En août 1967, Avedon réalise deux célèbres séries de portraits des Beatles. La première est devenue une des premières affiches majeures du groupe : quatre portraits individuels en couleurs fortement solarisés (solarisation des tirages par son assistant, Gideon Lewin, retouchées par Bob Bishop) et un montage de quatre portraits en noir et blanc pris avec un Rolleiflex et un objectif Planar. Ces photographies seront utilisées comme pochettes des disques 1 publié en 2000 et Love Songs publiée en 1977.
Avedon s’est toujours intéressé à la manière dont le portrait photographique traduit la personnalité et l’âme de son sujet. Sa renommée de photographe allant croissant, il amena dans un studio de nombreux visages célèbres et les photographia en grand format 8×10. Ses portraits se distinguent facilement par leur style minimaliste où la personne regarde directement l’objectif, en posant bien de face, sur un fond totalement blanc.
En 1966, pour le parfum N°5 de Chanel, il réalise le film commercial Tomorrow's Woman. En 1973, pour le même produit, il prend la photo de l'égérie Catherine Deneuve.
En 1974, il expose au musée d'Art Moderne de New York (MoMA) des portraits de son père rongé par un cancer.
En 1976, à l'occasion du bicentenaire de la déclaration d'Indépendance des États-Unis, le magazine Rolling Stone publie 73 portraits d'hommes politiques réalisés par Avedon au cours de la campagne électorale.

### In the American West
Avedon s’est également fait remarquer par ses grands formats, parfois d’un mètre de haut ou plus. Ses portraits grand format de pêcheurs, mineurs et cow-boys du Grand Ouest américain sont devenus des livres à succès et font l’objet d’une exposition itinérante intitulée In the American West. Ces travaux sont considérés aujourd’hui comme caractéristiques de la photographie du XXe siècle et comme faisant partie des œuvres majeures d'Avedon. Avedon, à la demande du Amon Carter Museum de Fort Worth (Texas), s’est lancé en 1979 dans un projet de six ans qui lui a permis de réaliser cent vingt-cinq portraits de gens de l’Ouest américain. Avedon a dépeint les travailleurs comme les mineurs et les ouvriers des champs pétroliers dans leurs vêtements sales, des pêcheurs au chômage et des adolescents dans l’Ouest vers 1979-1984. Quand il a, pour la première fois, publié et exposé ces œuvres, « In the American West », a été critiqué pour avoir montré ce que d’aucuns considèrent comme une face peu flatteuse des États-Unis. Toutefois, Avedon a toujours été objet de louanges pour avoir traité ses sujets avec la même attention et la même dignité que celle habituellement accordée au pouvoir politique et aux célébrités.

### The New Yorker(1992-2004)
Richard Avedon devient le premier et unique photographe du New Yorker en 1992, brisant ainsi un long tabou, à la demande de Tina Brown. Il remporte de nombreux prix pour ses travaux dont celui de l’International Center of Photography en 1993, le Prix Nadar en 1994 pour son livre Evidence, et la médaille du 150e anniversaire de la Royal Photographic Society en 2003.
Parmi ses photos les plus célèbres en France, figurent celles de Yannick Noah et Isabelle Adjani en 1988 pour la revue française L'Égoïste. Il avait réalisé l'édition 1995 et 1997 du prestigieux calendrier Pirelli.
Le 25 septembre 2004, Richard Avedon est frappé d’une hémorragie cérébrale à San Antonio au Texas alors qu’il travaillait sur une commande du New Yorker. Il meurt le 1er octobre à San Antonio. Au moment de son décès, Avedon travaille sur un projet intitulé On Democracy qui porte sur les préparatifs de l’élection présidentielle américaine de 2004.

## Expositions

### Expositions personnelles
Aux États-Unis, un musée est entièrement consacré à son œuvre.
- 1974 : Jacob Israel Avedon[11], rassemblant huit portraits de son père pendant les dernières années de sa vie, Museum of Modern Art (MoMA), New York, du 1er mai 1974 au 16 juin 1974.
- 1975 : Portraits 1969-1975 [12], Marlborough Gallery (en) , New York
- 1978 : Photographs 1947 - 1977 [13],Metropolitan Museum of Art, New York, du 13 septembre au 5 novembre 1978
- 2002 : Portraits[14], Metropolitan Museum of Art, New York, du 26 septembre 2002 au 5 janvier 2003.
- 2008 : Rencontres d'Arles
- 2016 : « La France d'Avedon Vieux Monde », New Look [15], Galerie 2, Bibliothèque nationale de France François Mitterrand, Paris, du 18 octobre 2016 au 26 février 2017
- 2017 : Nothing Personal [16], présentation du travail tiré du livre issu de la collaboration d'Avedon en 1963-1964 avec James Baldwin, Pace Gallery, New York, du 17 novembre 2017 au 13 janvier 2018.
- 2023 : Murals[17], [18], Metropolitan Museum of Art, New York, du 19 janvier 2023 au 1er octobre 2023
- 2025 : In the American West, exposition pour la toute première fois en Europe, à l'occasion du 40e anniversaire de la publication de l'ouvrage de l'intégralité des 103 images de cette cette série emblématique, Fondation Henri Cartier-Bresson, du 30 avril au 12 octobre 2025 [19].

### Expositions collectives
- 2024 : Celebrating Silver, exposition collective célébrant la beauté et l'impact des tirages obtenus grâce au support de la gélatine argentique, avec des photographies, entre autres, de Richard Avedon, Irving Penn, Don McCullin, Hiro, Horst P. Horst, Jeanloup Sieff, Helmut Newton, Robert Mapplethorpe, Daidō Moriyama, Herb Ritts, Albert Watson, Hamiltons Gallery, Londres, du 7 février au 9 mars 2024 [20],[21]
- 2025 : Beauté fragile : photographies de la collection Sir Elton John et David Furnish rassemblant plus de 300 photographies de 140 photographes couvrant la période de 1950 à nos jours qui relatent l'histoire de la photographie moderne et contemporaine, explorant des thèmes tels que la mode, le reportage, le portrait de célébrités, le corps masculin et la photographie américaine, avec des œuvres de nombreux artistes contemporains, parmi lesquels notamment Diane Arbus, Richard Avedon, Lewis Baltz, William Eggleston, Bruce Davidson, Nan Goldin, Peter Hujar, David LaChapelle, Herman Leonard, Sally Mann, Robert Mapplethorpe, Zanele Muholi, Herb Ritts, Cindy Sherman, Alec Soth ou encore Ai Weiwei, Victoria and Albert Museum, South Kensington, Londres, du 18 mai 2024 au 5 janvier 2025 [22],[23],[24]

## Vie personnelle
Il a une sœur cadette, Louise, née en 1925, dont il tire plusieurs portraits, et qui meurt dans un asile psychiatrique à quarante-deux ans.
En 1944, Avedon épouse Dorcas Nowell, qui devient une actrice connue sous le nom de Doe Avedon. Nowell et Avedon divorcent au bout de cinq ans. 
En 1954, Avedon se remarie avec Evelyn Franklin et de leur union naît un fils, John F. Avedon. Richard Avedon divorce à nouveau.

## Divers
Richard Avedon a inspiré le personnage principal, interprété par Fred Astaire, du film Drôle de frimousse réalisé par Stanley Donen en 1957.

## Photographies célèbres
- Dovima with elephants, 1955 ;
- Marilyn Monroe, actress, 1957 ;
- Dwight David Eisenhower, President of the United States, 1964 ;
- The Beatles, 1967 - parution dans Look (magazine) le 9 janvier 1968 ;
- Sly Stone (cover of Fresh Album), 1973 ;
- Ronald Fischer, beekeeper, 1981 ;
- Nastassja Kinski and the Serpent, 1981 ;
- Andy Warhol and Members of the Factory, New York 1969 ;
- Edward Molyneux', parfumeur;
- Victime du Napalm, Saigon, Sud du Vietnam, 29 avril 1975.

## Publications
- Observations, 1959. Un livre en collaboration avec A Truman Capote contenant nombre de portraits de célébrités du XXe siècle comme Pablo Picasso, J. Robert Oppenheimer, ou Mae West ;
- Nothing Personal, 1964 (Titre français : Sans allusion). Un ouvrage en collaboration avec James Baldwin ;
- Alice in Wonderland, 1973, coécrit avec Doon Arbus ;
- Portraits, 1976 ;
- Portraits 1947-1977, 1978 ;
- In the American West, 1985 ;
- An Autobiography, 1993. 50 ans d’images pour illustrer la vie de Avedon avec des photos de Marilyn Monroe, Judy Garland, Andy Warhol, et les parents d’Avedon ;
- Evidence, 1994. Plus de 60 photos couvrant tous les genres de la photographie (photographie de mode, journalisme, etc.) dans lequel il retrace 50 ans de photographies. Toutefois, en dépit des illustrations nombreuses, l’ouvrage se concentre davantage sur les textes d’Avedon et ne s’appuie pas uniquement sur l’aspect visuel du livre.
- The Sixties, 1999, coécrit avec Doon Arbus. Inclut des images de célébrités comme Janis Joplin, Jimi Hendrix, Twiggy, des groupes de rock comme rock Aerosmith.
- Made in France, 2001. Une rétrospective du travail de portraitiste d’Avedon dans le domaine de la mode depuis les années 1950 ;
- Richard Avedon Portraits, 2002. 50 images en noir et blanc de célébrités ou tirées In The American West. Il a été publié au moment où se tenait une exposition au Metropolitan Museum of Art ;
- Woman in the Mirror, 2005, avec des textes de Anne Hollander.

## Assistants
- Claude Picasso
- Yasuhiro Wakabayashi (Hiro)